# Dream House (film 1932)
Dream House – amerykański krótkometrażowy film edukacyjny z 1932 roku w reżyserii Dela Lorda, w którym występuje Bing Crosby. Jest to trzeci z sześciu krótkometrażowych filmów z udziałem Crosby’ego, które pomogły mu rozpocząć karierę jako solowy wykonawca.

## Obsada
- Bing Crosby jako Bing Fawcett
- Ann Christy jako Betty Brooks
- Vernon Dent jako dyrektor Von Schnauble